# Sayada
Sayada (en árabe: صيادة‎), es una pequeña ciudad costera tunecina, que tiene un importante puerto pesquero, situada al sur de Monastir, a 180 km de la ciudad de Túnez. Tiene 12.708 habitantes en 2004.

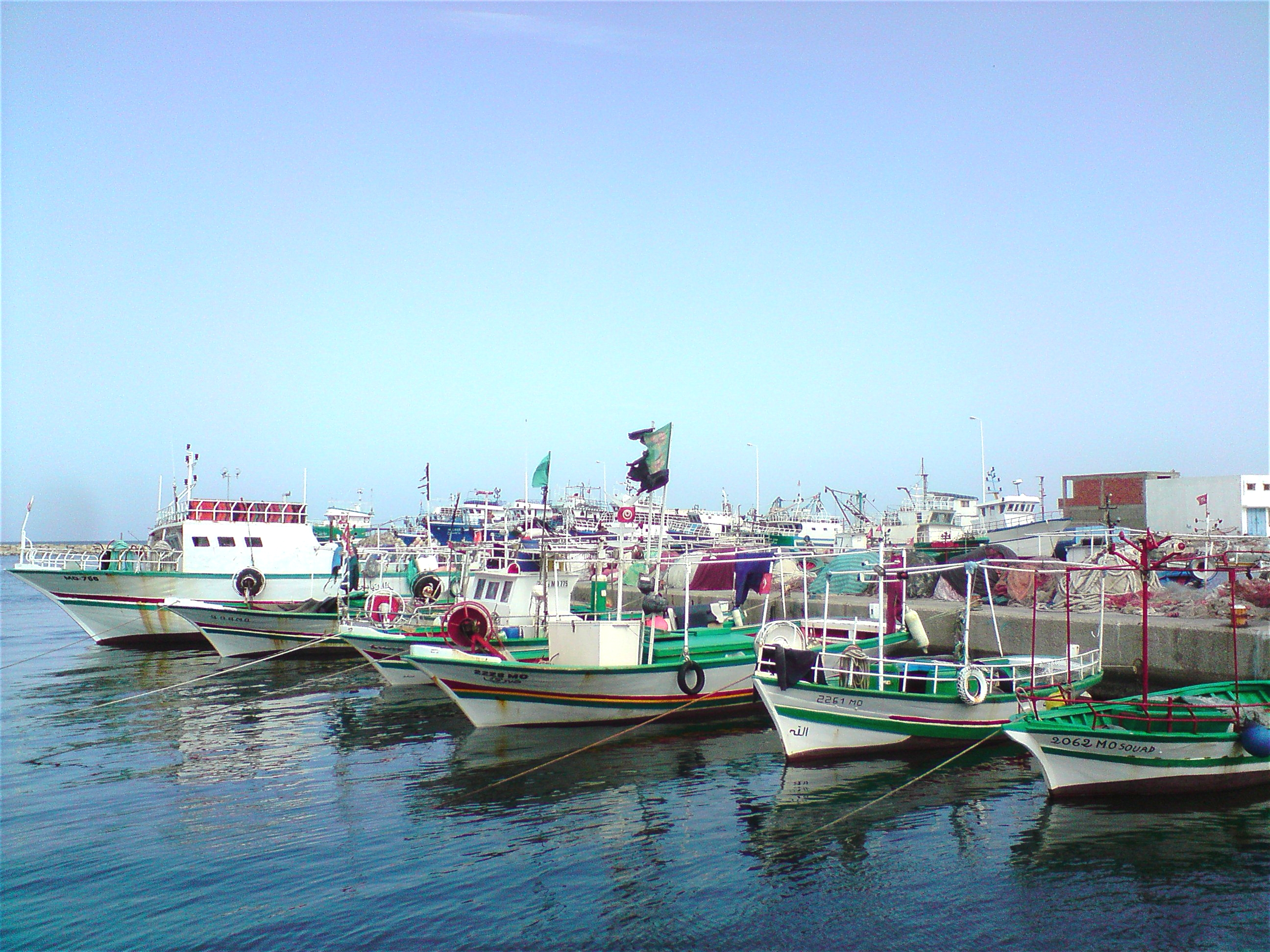
Puerto pesquero de Sayada.

- Datos: Q2539054
- Multimedia: Sayada / Q2539054